# Wizardry: Proving Grounds of the Mad Overlord
Wizardry: Proving Grounds of the Mad Overlord (aussi intitulé Sorcellerie dans sa première version française)  est un jeu vidéo de type dungeon crawler conçu par Andrew Greenberg et Robert Woodhead. En 1980, Norman Sirotek créé Sir-Tech Software, Inc. et lance la bêta du jeu lors de la Boston Computer Convention avant de publier la version finale du jeu en 1981 sur Apple II. Au début du jeu, le joueur doit créer un groupe de six aventuriers auxquels il assigne un nom et une classe de personnage, comme guerrier, mage ou voleur. Il accède ensuite au donjon dont les environnements sont décrits par du texte et affiché dans une fenêtre graphique. Le jeu a été programmé par Robert Woodhead et Andrew Greenberg. Ces derniers ont utilisé leurs propres prénoms, en les inversant, pour baptiser les deux personnages principaux du jeu — le seigneur fou Trebor et le sorcier maléfique Werdna — que le joueur affronte au plus profond du donjon. Wizardry est l’une des premières adaptations en jeu vidéo du jeu de rôle Donjons et Dragons, et le premier jeu de ce genre à proposer des graphismes en couleur. Il est également le premier jeu vidéo de rôle proposant de contrôler un groupe de personnages. 
Il est le premier opus de la série Wizardry et a bénéficié de nombreuses suites dont Wizardry II: The Knight of Diamonds, ainsi que d'un remake en 2024 sorti sur la plateforme Steam.

## Développement
En 1980, Robert Woodhead réfléchi à l'idée de réaliser un jeu médiéval-fantastique sur ordinateur en s’inspirant du jeu de rôle Donjons et Dragons. Lorsqu’il mentionne son idée à Andrew Greenberg, un de ses amis à l’université Cornell, celui-ci lui révèle être déjà en train de travailler sur un jeu de ce type qu'il a baptisé Wizardry. Woodhead est rapidement séduit par son nom et son concept mais il regrette qu’il soit programmé en Basic, qu’il considère trop lent. Il propose donc de réécrire complètement le programme du jeu en Pascal afin de le rendre plus rapide. En septembre 1980, ils aboutissent à une première version du jeu qui fonctionne mais qui contient encore plusieurs milliers de bugs. Ils travaillent donc pendant plusieurs semaines, souvent tard dans la nuit, afin de les corriger et en novembre, le jeu est finalement terminé. Son éditeur, Sir-Tech, le présente lors du New York Computer Show et il reçoit un accueil très positif du public, de nombreux visiteurs souhaitant acquérir le jeu immédiatement. Avant de le publier, ses développeurs doivent cependant attendre la sortie d’un nouvel environnement d'exécution pour l’ordinateur d’Apple qui doit lui permettre de faire tourner des programmes écrits en Pascal sans langage système. Pendant ce temps, Woodhead améliore le jeu en prenant en compte les suggestions des joueurs ayant essayé la première version. A l'été 1981, le nouvel environnement d'exécution de l'Apple est enfin disponible et le jeu commence à être distribué. Des copies du jeu sont notamment vendues lors de  l'Applefest de 1981. Les joueurs rapportent cependant quelques bugs et les développeurs doivent reprendre le travail pour les corriger. Fin septembre, le jeu est officiellement publié et des exemplaires commencent à être expédiés par Sir-Tech.  Le jeu continue cependant d'être amélioré,  pour corriger les bugs mais aussi améliorer certains aspects du jeu. Les développeurs mettent gratuitement ces nouvelles versions à disposition des joueurs qui possède déjà l’ancienne et y inclut un programme permettant de le mettre à jour sans effacer les personnages des joueurs,.
En mars 1982, 8000 copies du jeu ont déjà été vendues, Woodhead estimant que la moitié des copies en circulation ont été piratées.

## Accueil
À sa publication en septembre 1981, Wizardry connait immédiatement un certain succès commercial qui en fait le jeu sur Apple II le plus populaire de l’année. En mars 1982, 8 000 copies du jeu ont déjà été vendues et le 30 juin 1982, le jeu dépasse les 24 000 copies vendues, ce qui en fait le jeu de rôle sur ordinateur le plus vendus jusque-là en Amérique du Nord. En comparaison, les ventes de  Temple of Apshai, publié en 1979, s’élevent alors à 30 000 copies et celle d’Ultima, publié en 1981, à 20 000 copies. En 1983, le magazine Electronic Games décrit Wizardry comme étant, sans l’ombre d’un doute, le jeu d’aventure médiéval-fantastique le plus populaire du moment. En se basant sur ses ventes et ses parts de marché, le magazine Video (en) le classe en dixième position de son classement des jeux vidéo les plus vendus en février 1985, puis neuvième dans le même classement en mars 1985,. De son côté, le magazine II Computing le classe en troisième position dans la liste des meilleurs jeux sur Apple II fin 1985.
Le jeu a été introduit dans le Hall of Fame du magazine Computer Gaming World dès sa création en mars 1988.